# Henge de Roda

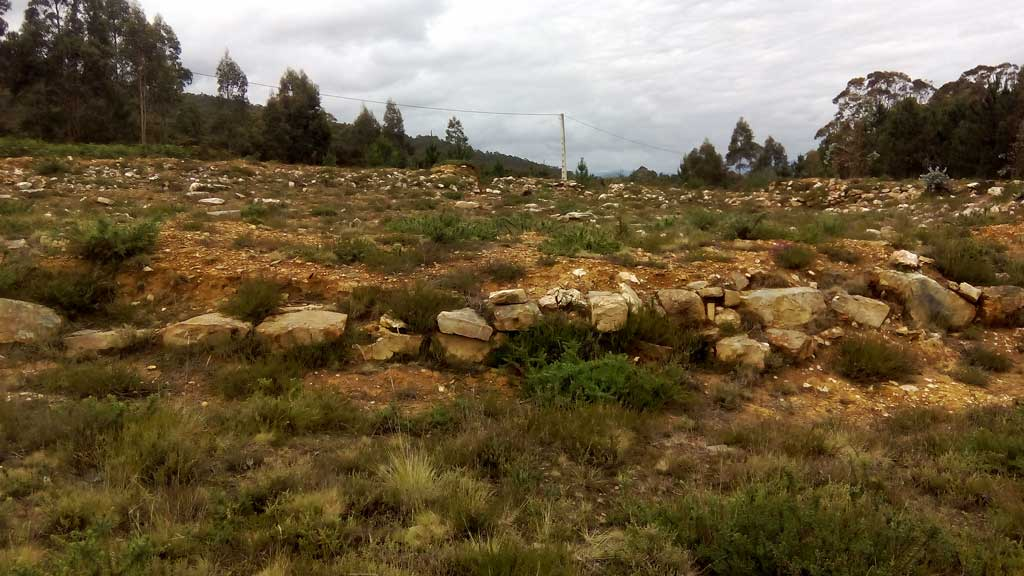
Vista general del henge de Roda.

El henge de Roda, también conocido simplemente como A Roda, es una estructura megalítica situada en la aldea de Roda, perteneciente al municipio de Barreiros, en Galicia. Es la primera estructura de estas características que se descubre e investiga en la península ibérica.

## Descubrimiento
Fue descubierta en el año 2006, cuando se iniciaron los desmontes del tramo entre Barreiros y Reinante de la autovía del Cantábrico. A pesar de que ya se tenía conocimiento de la existencia de un yacimiento arqueológico en A Roda, se pensaba que era un castro más, pero los arqueólogos que supervisaban los trabajos encontraron que las cerámicas eran muy anteriores a la época castreña y la estructura era demasiado pequeña para tratarse de un castro. 
Después de su descubrimiento, el trazado de la autovía fue modificado y en la actualidad el yacimiento se conserva en una parcela perteneciente al Ministerio de Fomento, sin embargo, en los últimos años la estructura se encuentra amenazada por la maleza y la erosión.

## Descripción
Se trata de un círculo lítico (henge) de unos 50 metros de diámetro, construido hace aproximadamente 3700 años. Los restos del henge se encuentran en una llanura en la bajada del monte, desde la que se controla visualmente la zona. Consta de un foso exterior de entre tres y cuatro metros de diámetro y uno de profundidad. El círculo está formado por dos muros de piedra, entre los cuales se depositó la tierra del foso. Junto a la entrada existe una piedra que podría ser uno de los menhires que delimitaban el acceso.
En el municipio de Jove, durante las obras del corredor costero entre San Cibrao y Celeiro fue encontrada otra formación similar. Otro henge se podría encontrar en Coeses, en el municipio de Lugo, aún sin estudiar.